# Pare (popolo)
I Pare sono un gruppo etnico che abita sui Monti Pare della Tanzania, nella regione del Kilimanjaro. Il territorio dei Pare è chiamato anche Vuasu.
Storicamente i Pare sono stati i principali produttori di ferro per i popoli abitanti le regioni montagnose della Tanzania nordorientale, tra cui i Chaga. Tale materiale era particolarmente richiesto. Inoltre, i Pare sono noti come portatori di pioggia.
La regione settentrionale è suddivisa in due zone a differente composizione etno-linguistica: a Nord è occupata dall'etnia Ugweno, parlante la lingua kigweno, che ha dato via a una dinastia reale nel XVII secolo; a sud è invece occupata dagli Usangi, che parlano la lingua chasu (appartenente al gruppo delle lingue bantu).